# Апостольский нунций в Югославии
Апостольский нунций в Югославии — бывший дипломатический представитель Святого Престола в Югославии. Данный дипломатический пост занимал церковно-дипломатический представитель Ватикана в ранге посла. Апостольская нунциатура в Югославии была упразднена 19 июня 2006 года, после признания Святым Престолом окончательного распада Югославии, и были учреждены Апостольская нунциатура в Сербии и апостольская нунциатура в Черногории. Её резиденция находилась в Белграде.

## История

### Апостольские нунции в Югославии до Второй мировой войны
Апостольская нунциатура в Королевстве Сербов, Хорватов и Словенцев (КСХС) была учреждена в 1920 году папой римским Бенедиктом XV, после окончания Первой мировой войны, распада Австро-Венгрии и образования Королевства Сербов, Хорватов и Словенцев.

### Апостольские нунции в Югославии после Второй мировой войны
После Второй мировой войны дипломатические отношения между Святым Престолом и Югославией были прерваны. Однако в 1966 году Святой Престол установил дипломатические отношения с Социалистической Федеративной Республикой Югославия, в ранге Апостольской делегатуры. 
22 августа 1970 года Апостольская делегатура была возведена в ранг апостольской нунциатуры.
С распадом Югославии святой престол установил дипломатические отношения с Боснией и Герцеговиной, Македонией, Словенией, Хорватией и Федеративной Республикой Югославией.
Однако 2006 году с окончательным распадом Югославии апостольская нунциатура была упразднена.

## Апостольские нунции в Югославии

### Апостольские нунции в королевстве Югославия
- Франческо Керубини — (2 марта 1920 — 15 февраля 1921, в отставке]);
- Эрменеджильдо Пеллегринетти — (29 мая 1922 — 13 декабря 1937 — назначен кардиналом-священником титулярной церкви Сан-Лоренцо-ин-Панисперна);
- Этторе Феличи — (20 апреля 1938 — 15 января 1946 — назначен официалом Государственного секретариата Ватикана).

### Апостольские делегаты в Социалистической Федеративной Республике Югославия
- Марио Канья — (17 сентября 1966 — 22 августа 1970 — назначен апостольским про-нунцием).

### Апостольские про-нунции в Социалистической Федеративной Республикой Югославия
- Марио Канья — (22 августа 1970 — 11 мая 1976 — назначен апостольским нунцием в Австрии);
- Микеле Чеккини — (18 июня 1976 — 4 декабря 1984 — назначен апостольским нунцием в Австрии);
- Франческо Коласуонно — (8 января 1985 — 9 апреля 1986 — назначен апостольским делегатом в Польше);
- Габриэль Монтальво Игера — (30 июня 1990 — 18 мая 1994, в отставке).

### Апостольские нунции в Союзной Республике Югославии
- Сантос Абриль-и-Кастельо — (24 февраля 1996 — 4 марта 2000 — назначен апостольским нунцием в Аргентине);
- Эудженио Сбарбаро — (26 апреля 2000 — 19 июня 2006 — назначен апостольским нунцием в Сербии).